# Ludwigsfelder Straße (München)
Die Ludwigsfelder Straße ist eine Innerortsstraße in den Stadtbezirken Moosach (Nr. 10) und Allach-Untermenzing (Nr. 23) von München. Sie verbindet den Nordwesten des Stadtteils Moosach mit Allach.

## Verlauf
Die Straße beginnt im Osten an der Dachauer Straße (Bundesstraße 304) südlich des Rangierbahnhofs München und verläuft an diesem entlang, durch einen meist schmalen und sich nach Westen verbreiternden Streifen des Allacher Forsts getrennt, zum Westrand des Stadtteils Allach, während sich nach Süden überwiegend Gewerbeflächen anschließen. Sie quert die Bahnstrecke München–Treuchtlingen nördlich des Bahnhofs Allach (Halt der S-Bahnlinie 2) und führt nördlich am früheren, teilweise unter Denkmalschutz stehenden Werksgelände der Diamalt AG vorbei bis zur Eversbuschstraße, an der sie endet.

## Geschichte und Namensgeber
Die Straßenbenennung erfolgte 1938 mit der Eingemeindung von Allach nach München nach der gleichzeitig eingemeindeten, ehemals selbstständigen Gemeinde Ludwigsfeld, die zur Kultivierung des Dachauer Mooses 1802 entstand und nach dem Kronprinzen und späteren König Ludwig I. benannt worden war. Das nördlich des Rangierbahnhofs gelegene Ludwigsfeld ist heute Teil des Stadtbezirks 24 Feldmoching-Hasenbergl.

## Öffentlicher Verkehr
Die Ludwigsfelder Straße wird von der Expressbuslinie X36 bedient.

## Denkmalgeschützte Gebäude
In der Ludwigsfelder Straße befinden sich keine denkmalgeschützten Bauwerke.